# فيليس أي. ويتني
فيليس أي. ويتني (بالإنجليزية: Phyllis A. Whitney)‏ (9 سبتمبر 1903، يوكوهاما في اليابان - 8 فبراير 2008، فرجينيا في الولايات المتحدة)؛ كاتِبة مُتخصِّصة في أدب الأطفال وروائية أمريكية.

## روابط خارجية
- فيليس أي. ويتني على موقع الموسوعة البريطانية (الإنجليزية)
- فيليس أي. ويتني على موقع ميوزك برينز (الإنجليزية)